# Yorktown-klasse
De Yorktown-klasse vliegdekschepen bestond uit drie schepen, gebouwd door de Verenigde Staten en gereed kort voor de Tweede Wereldoorlog. Zij hadden de zwaarste taak aan het begin van de oorlog en de enige overlevende van de klasse zou het meest bekende schip uit de geschiedenis van de US Navy worden.

## Ontwikkeling
De lessen die waren geleerd van operaties met de omgebouwde Lexingtonklasse, in vergelijking met de kleinere doelgebouwde Ranger (CV-4) hadden de Navy geleerd dat grote vliegdekschepen, in tegenstelling tot de kleine, operationeel flexibeler waren en meer overlevingskans hadden. Het resultaat van deze ervaring was dat de US Navy de Yorktown (CV-5) en Enterprise (CV-6) bouwde. De schepen werden in dienst genomen in respectievelijk 1937 en 1938. Dit waren snelle en veelzijdige vliegdekschepen, in staat tot het meenemen en opereren van meer dan 80 gevechtsvliegtuigen, bijna net zo veel als de veel grotere Lexington-klasse.
Met de toevoeging van de 14.700 ton zware Wasp (CV-7), een kleinere versie van de klasse, had de US Navy haar maximale limiet van 135.000 ton aan vliegdekschepen bereikt, opgelegd door de Washington Naval Treaty. De ontbinding van het verdrag in 1937 stond de VS toe om meer vliegdekschepen te bouwen. De eerste van het nieuwe programma was nog een Yorktown-klasse, de Hornet (CV-8), in dienst genomen in 1941. Verbeteringen aan het Yorktown ontwerp en het buiten gebruik stellen van de Washington Naval Treaty, maakten de bouw van de Essex-klasse mogelijk.
De schepen hadden een katapult op het hangardek, maar deze werd zelden gebruikt. De katapult werd verwijderd op de nieuwere klassen omdat hij vrijwel nutteloos was tijdens operaties.

## Operationele geschiedenis
Met uitzondering van de Enterprise, lag de gehele klasse op de bodem van de Pacific aan het eind van 1942. Yorktown was gezonken tijdens de Slag om Midway in juni, halfzuster Wasp zonk in september en Hornet ging verloren in oktober tijdens de Zeeslag bij de Santa Cruz-eilanden. Alle drie de schepen waren verloren gegaan door torpedo's. Weeskind Enterprise, voor een tijdje het enige vliegdekschip in de Grote Oceaan, ging gewoon door, en nam deel aan de meeste grote operaties in de Stille Zuidzee. Ze werd het meest bekroonde schip van de oorlog. Hoewel de Yorktown-klasse al snel overschaduwd werd door de grotere en talrijkere Essex-klasse, bleef Enterprise aan het front in de Pacifische operaties, door de ervaring van haar bemanning.
Aan het eind van de Tweede Wereldoorlog was de Enterprise flink gemodificeerd. Haar uiteindelijke waterverplaatsing was 32.060 ton. De Yorktown-klasse had bewezen wat voor gevaar torpedo's waren, en terwijl ze reparaties onderging eind 1942, kreeg Enterprise betere bescherming tegen torpedo's.
Ze werd teruggetrokken op 14 mei 1945, toen ze geraakt was in de voorste lift door een kamikaze-vliegtuig, dat de lift vernielde en haar hangardek ernstig beschadigde. Ze was nog steeds niet in actie op V-J Day maar werd snel weer uitgerust voor Operation Magic Carpet, waarbij ze meer dan 10.000 veteranen naar huis bracht vanuit Europa. Geschrapt uit de lijst in 1959 werden er vele pogingen gedaan om haar te behouden als museumschip, maar ex-Enterprise vond haar lot bij de sloop in Kearney, New Jersey in 1960.